# Cineserra – Festival do Audiovisual da Serra Gaúcha 2017
A quinta edição do Cineserra ocorreu entre os dias 17 de outubro e 8 de novembro de 2017. Nessa edição, o festival incluiu a categoria de Melhor Desenho de Som entre suas premiações.
Esta edição recebeu 110 títulos inscritos, provenientes de mais de 20 municípios gaúchos, dos quais foram selecionados 18 trabalhos para participar das categorias regionais e 27 para as categorias estaduais.
Em 2017, o festival teve sua programação exibida em Caxias do Sul, Garibaldi, Bento Gonçalves, Gramado, Flores da Cunha, Nova Petrópolis e na capital Porto Alegre. Além da tradicional exibição dos projetos selecionados para a mostra competitiva em salas de cinemas, centros culturais, escolas e bairros, todos com entrada franca, houve também uma sessão especial, na qual foram exibidos quatro documentários que não participaram da competição.
A programação do festival contou com a realização do workshop "Desenho de Produção”, em Caxias do Sul, ministrado pelo diretor gaúcho Federico Bonani, produtor de A Casa das Sete Mulheres e O Tempo e o Vento.
A cerimônia de premiação ocorreu em 28 de outubro, pelo quarto ano consecutivo, no Teatro do Sesc em Caxias do Sul. Ao todo, foram entregues 38 troféus, sendo 15 para o certame regional, 17 para o estadual, 3 para os escolhidos através do voto popular e outros 3 prêmios para os eleitos pelos membros da Associação de Críticos de Cinema do RS (ACCIRS). Esta associação foi representada por André Kleinert, Cristiano Aquino e Daniel Dalpizzolo.
Os destaques da premiação regional foram as ficções Kátharsis, de Caxias do Sul, e Latíbulo, de Bento Gonçalves, ambos premiados em três categorias. No âmbito estadual, a ficção de Santa Maria, Espelho Hexagonal, também recebeu três prêmios.
Após a data da cerimônia de premiação, a programação do Cineserra seguiu até o dia 8 de novembro com sessões comentadas na  Faculdade da Serra Gaúcha (FSG).
Esta edição do festival foi realizada com financiamento da Lei de Incentivo à Cultura da Prefeitura de Caxias do Sul e apoio cultural de Bitcom, Metadados Assessoria e Sistemas e Randon.

## Vencedores no Certame Regional

### Ficção e Documentário
- Melhor Filme de Ficção: Kátharsis, de Mirela Kruel
- Melhor Direção: Mirela Kruel, por Kátharsis
- Melhor Roteiro: Cristiana Livotto e Giovani Zaffari, por Latíbulo
- Melhor Fotografia: Lucas Cunha, por Passos
- Melhor Direção de Arte: Paulo Macedo, por Cadê o Circo
- Melhor Edição: Giovani Zaffari, por Latíbulo
- Melhor Desenho de Som: Giovani Zaffari, por Latíbulo
- Melhor Trilha Sonora: Cristian Beltrán, Paulo Macedo, Janio Nunes e SONA, por Cadê o Circo
- Melhor Ator: Gabriel Ditelles, por Review
- Melhor Atriz: Fernanda Petit, por Kátharsis
- Menção Honrosa em Ficção: Noites de Distância, de Vinícius Guerra

### Videoclipe
- 1° lugar: Ecocide (Caórdica), de Letícia Assis
- 2° lugar: Quando uma Canção te Escolhe (Nenê Flores), de Letícia Assis
- 3° lugar: Amore (The Tarentinos), de Juliano Carpeggiani
- Menção Honrosa: Litorânea (Yangos), de Natália Biazus

## Vencedores no Certame Estadual

### Ficção e Documentário
- Melhor Filme de Ficção: Ruby, de Luciano Scherer, Guilherme Soster e Jorge Loureiro
- Melhor Filme Documentário: Sena, Os Fios em Prosa, de Marcelo da Rosa Costa e Cacá Sena
- Melhor Direção: Pedro Bughay, por Exílio
- Melhor Roteiro: Maurício Canterle e Thiago Brasil, por Espelho Hexagonal
- Melhor Fotografia: Felipe Rosa, por Espelho Hexagonal
- Melhor Direção de Arte: Luciano Scherer, Guilherme Soster e Jorge Loureiro, por Ruby
- Melhor Edição: Vitor Liesenfeld, por Mãe dos Monstros
- Melhor Desenho de Som:: Leandro Schirmer, por Espelho Hexagonal
- Melhor Trilha Sonora: Rafuagi, por Manifesto Porongos
- Melhor Ator: João Carlos Castanha, por Inatingível
- Melhor Atriz: Duda Meneghetti, por Escape
- Menção Honrosa em Ficção: Invisível, de Filipe Ferreira
- Menção Honrosa em Documentário: Cores de Bissau, de Maurício Canterle

### Videoclipe
- 1° lugar: Clínica (Polares), de Deivis Horbach
- 2° lugar: Pineal (Tagore), de Fabrício Koltermann
- 3° lugar: Inner Riots (Swansea), de Rafael Duarte e Gabriel Faccini
- Menção Honrosa: Could You Please (Akeem), de Anderson Pizarro Dorneles

## Prêmio da Crítica da ACCIRS
- Melhor Filme de Ficção: Sob Águas Claras e Inocentes, de Emiliano Cunha
- Melhor Filme Documentário: Manifesto Porongos, de Thiago Köche
- Melhor Videoclipe Musical: Ecocide (Caórdica), de Letícia Assis

## Voto popular
- Melhor Filme de Ficção: Saturno, de Leonardo da Rosa
- Melhor Filme Documentário: Pobre, Preto, Puto, de Diego Tafarel
- Melhor Videoclipe Musical: Could You Please (Akeem), de Anderson Pizarro Dorneles

## Outras edições do Cineserra
- Cineserra 2013
- Cineserra 2014
- Cineserra 2015
- Cineserra 2016
- Cineserra 2019
- Cineserra 2020
- Cineserra 2021